# Sosialistisk Venstreparti
De Sosialistisk Venstreparti (SV) (Nederlands: Linkse Socialistische Partij) is een Noorse linkse politieke partij. Sinds 2005 heeft de SV deel uitgemaakt van de rood-groene coalitieregeringen onder Jens Stoltenberg. Voormalig partijleider Kristin Halvorsen was minister van Financiën. In 2012 werd Audun Lysbakken de nieuwe partijleider. De partij heeft ongeveer 9500 leden.

## Geschiedenis

### Van samenwerking tot partij (1969-1975)
Na het verlies van alle zetels in het Storting bij de verkiezingen van 1969 gaat de Sosialistisk Folkeparti (SF) (Nederlands: Socialistische Volkspartij) op zoek naar een coalitie tussen verschillende linkse partijen. Samenwerking met de Norges Kommunistisk Parti (NKP), de Noorse Communistische Partij, ligt steeds moeilijk, maar nu beslist men er toch toe. Ook de Demokratiske Sosialister (AIK) en enkele onafhankelijke socialisten treden toe tot de partij. Men gaat ervan uit dat velen zich hebben afgekeerd van de Arbeiderpartiet en men wil hen opvissen. De Arbeiderpartiet zelf gelooft dat de nieuw opgerichte Socialistische Verkiezingsliga snel ten onder zal gaan aan interne twisten. Bij de verkiezingen van 1973 haalt de coalitie 11,2% en 16 zetels.
De huidige Sosialistisk Venstreparti wordt pas echt gesticht in 1975. De NKP wil zichzelf niet opdoeken en stapt uit de coalitie. De andere deelnemers gaan wel door met de vorming van de partij.

### Wisselende successen in de jaren tachtig en negentig (1975-1997)

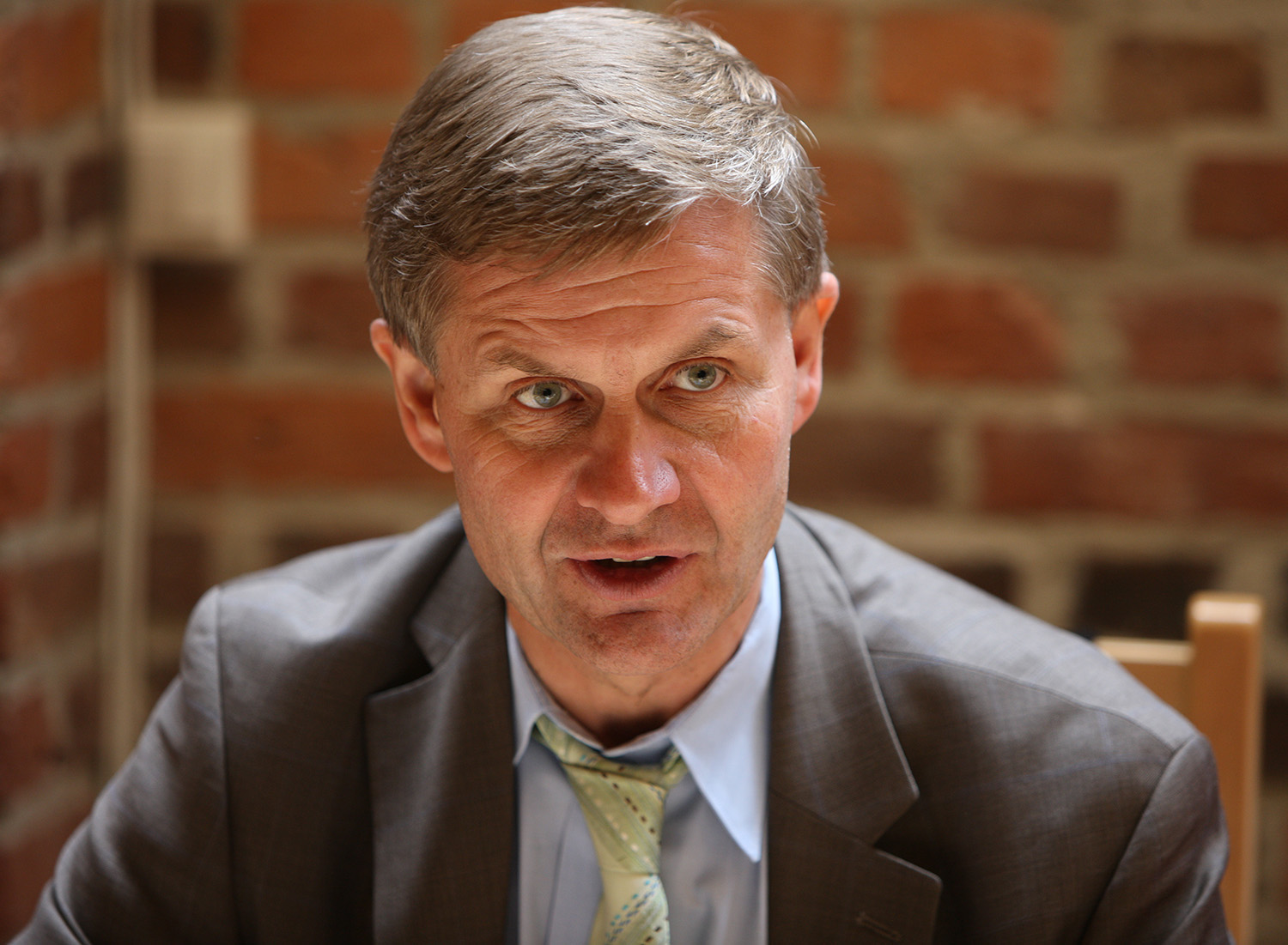
Erik Solheim, partijleider tussen 1987 en 1997 in 2009

De eerste jaren van de partij verlopen verre van succesvol. Vooreerst verliest van veel populariteit in de jaren. In de jaren tachtig, onder aanvoering van Berge Furre gaat het electoraal steeds beter. Daarnaast zijn er interne conflicten die de partij geen goed doen. Op een bepaald moment doet het gerucht de ronde dat de vicepartijleider Steinar Stjernø de sociaaldemocratische vleugel van de partij wil uitsluiten. Een groter probleem stelt zich echter wanneer uitlekt dat twee parlementsleden na de Tweede Wereldoorlog verdacht worden van landverraad. Onder leider Theo Koritzinsky wordt de partij een strijder voor vrede, ontwapening, het milieu en economische gelijkheid en tegen de werkloosheid.
In het begin van de jaren 1990, de tijd van leider Erik Solheim, maakt de SV opnieuw een electoraal moeilijker periode mee. Veel stemmen van Europees gezinde kiezers gaan verloren aan de Senterpartiet. Solheims leiderschap is erg controversieel. Hij zou zijn partij te veel naar het centrum willen opschuiven en er in casu een sociaaldemocratische partij van willen maken die de vergelijking met de Arbeiderpartiet kan doorstaan. Dat alles moet uiteindelijk uitmonden in een regeringscoalitie met de Arbeiderpartiet en de Senterpartiet. Zover komt het niet want in 1997 moet de voor velen controversiële Erik Solheim opstappen. Zijn partij laat hij achter in strijd tussen de rechtse en linkse facties.

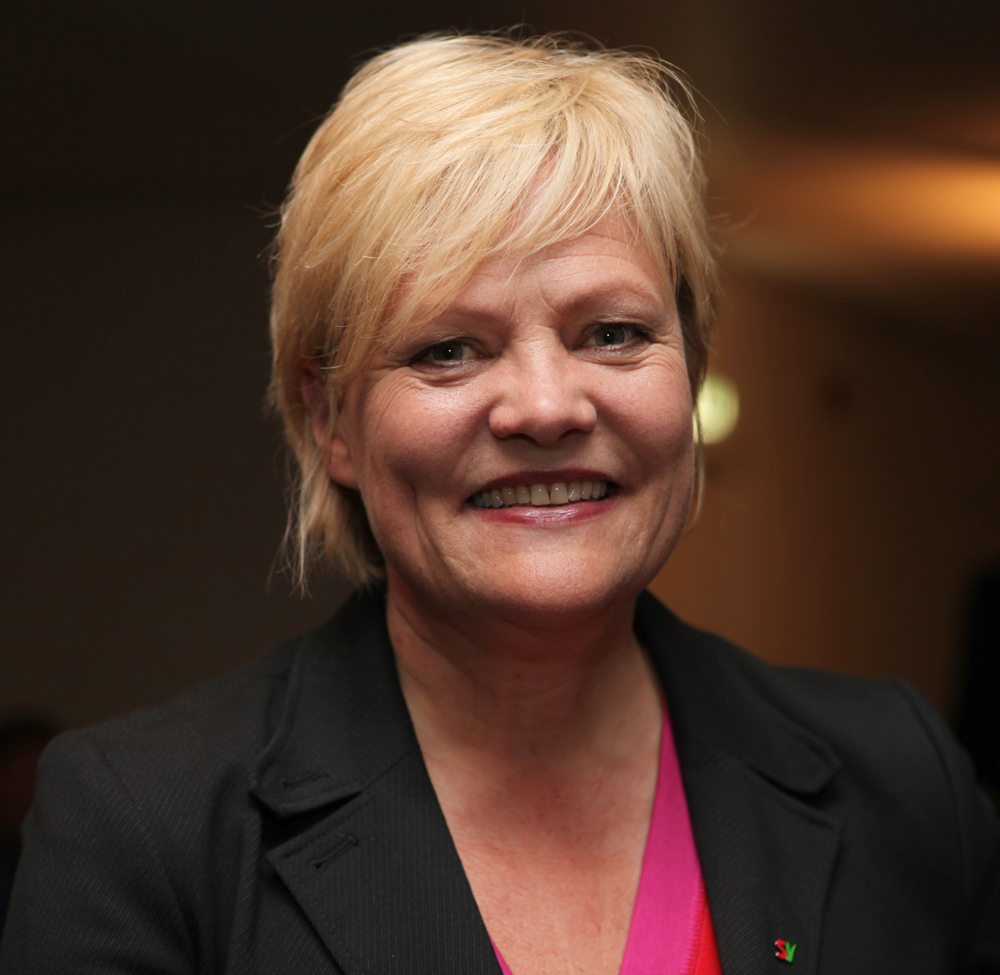
Kristin Halvorsen, partijleider tussen 1997 en 2012.

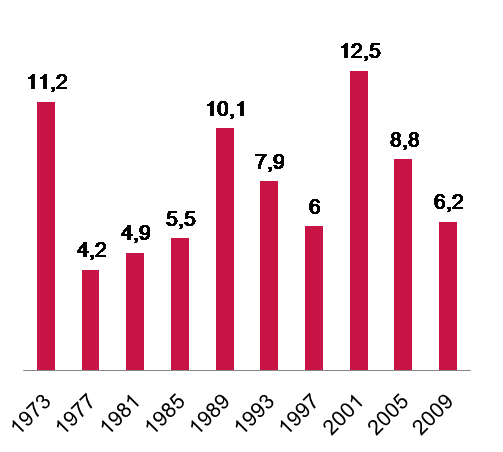
Stemmenpercentage sinds 1973

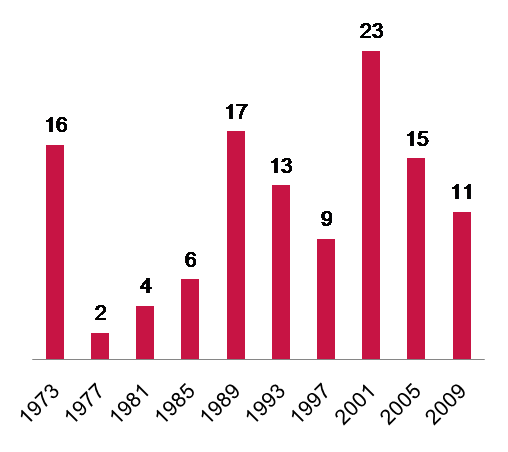
Zetels in het Storting sinds 1973

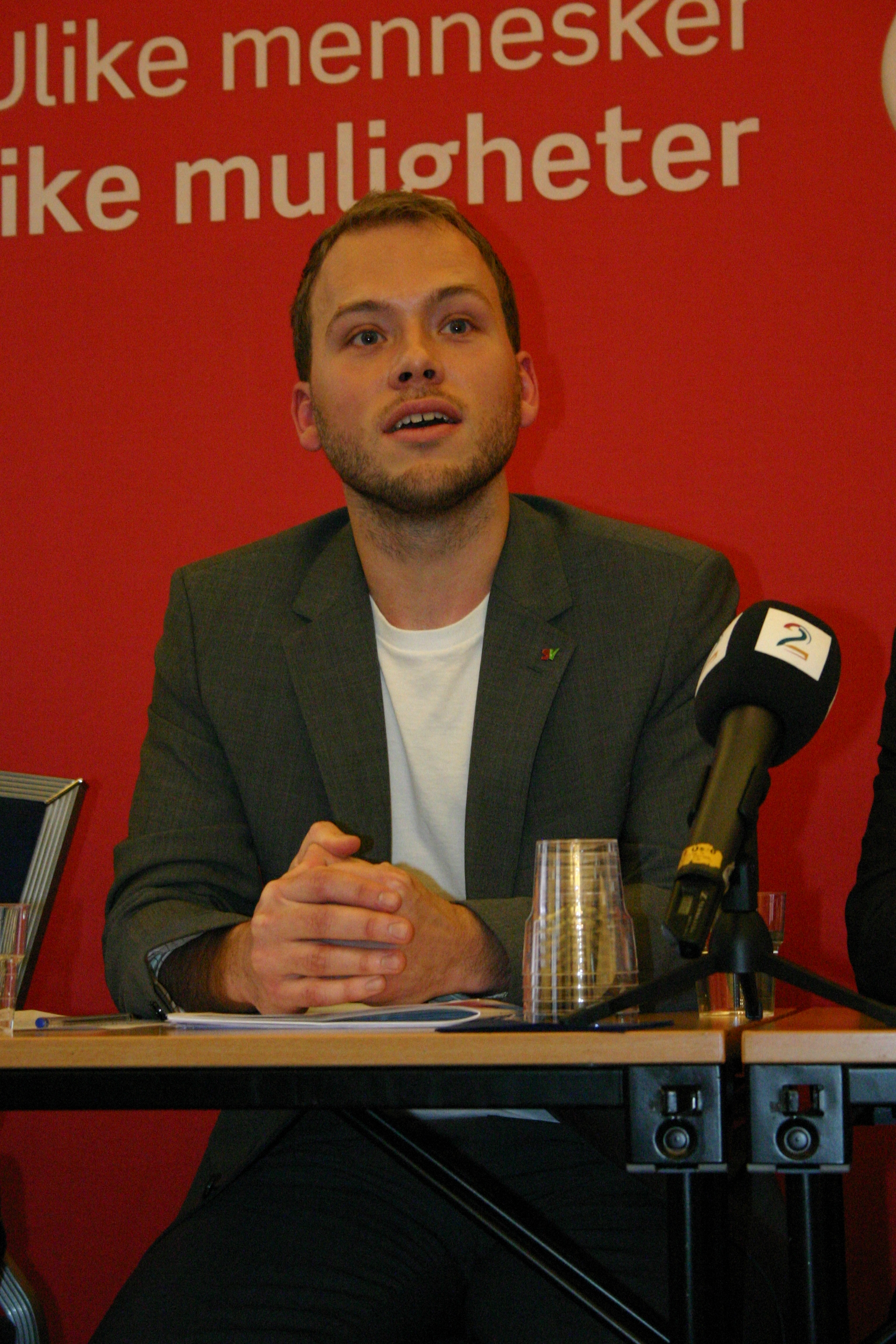
Huidig partijleider Audun Lysbakken.

### Een nieuwe start met Kristin Halvorsen (1997-)
Na de verkiezing van Kristin Halvorsen tot partijleider in 1997 gaat het opnieuw beter. De partij maakt nu van het onderwijs en de jeugd haar speerpunt. Terwijl de Arbeiderpartiet (Ap) steeds verder opschuift naar het centrum ten tijde van het eerste kabinet van Jens Stoltenberg, kan de SV haar aanhang versterken. Voor de sociaaldemocraten wordt de stembusslag van 2001 een ramp, terwijl de SV 12,5% van de stemmen haalt: een record. Terwijl de sociaaldemocraten openlijk over straat rollen en Jens Stoltenberg en Thorbjørn Jagland elkaar de zwarte piet toespelen, kan in 2005 al twintig percent van de Noren zich voorstellen voor de linkse socialisten te stemmen.
Eerste minister Kjell Magne Bondevik gelooft niet in een coalitie tussen de Ap, Sp en de SV, en ook binnen de SV zelf worden vragen gesteld. Zo vrezen sommigen dat de ecologische politiek van een eventuele toekomstige regering niet radicaal genoeg zal zijn. Wanneer een opiniepeiling de drie partijen samen 96 op 169 zetels in het parlement geeft, wordt voornoemde coalitie heel waarschijnlijk. Vooral de SV doet het dan nog goed in de peilingen. De situatie keert en de partij verliest bij de verkiezingen van 2005 vier procent ten opzichte van 2001. De slechte resultaten leiden tot interne strijd binnen de partij en sommigen spreken zelfs van de "moeilijkste verkiezing in de partijgeschiedenis".
In de regering van Jens Stoltenberg gevormd na de verkiezingen bekomt de partij toch nog vijf ministerposten. De volgende verkiezingen in 2009 brengen de partij geen beterschap, integendeel. Nog eens vier zetels moeten de linkse socialisten inleveren. Een winst van drie zetels bij de Arbeiderpartiet houdt de linkse coalitie alsnog overeind. In de regering blijft de SV wel, maar daar gaat een ministerpost verloren. Ook na de lokale verkiezingen van 2011 mag de SV tot het kamp van de verliezers gerekend worden. De socialisten verliezen bijna 2% en houden nog ongeveer 4% van de stemmen over.

## Ideologie
De Sosialistisk Venstreparti een rechtvaardigere verdeling van de middelen, en in grotere mate de samenleving politiek sturen. Het partijprogramma van de SV is gebaseerd op volgende standpunten:
- socialisme;
- een rechtvaardigere verdeling van de welvaart
- milieubescherming
- radicale emancipatie;
- een actieve en onafhankelijke buitenlandse politiek (dit betekent geen lidmaatschap van de Europese Unie of de NAVO);[19]
- solidariteit met de armen in de wereld
- en de verdere uitbouw van de welvaartsstaat

## Partijleiders
- Berit Ås (1975-1976)
- Berge Furre (1976-1983)
- Theo Koritzinsky (1983-1987)
- Erik Solheim (1987-1997)
- Kristin Halvorsen (1997-2012)
- Audun Lysbakken (2012-)